# Генеза (видавництво)
«Гене́за» — одне з найбільших видавництв сучасної України. Видавництво засноване 1992 року. Основний напрям діяльності — навчальне книговидання. Директором видавництва є Чаюн Микола Васильович.

## Історія
У «Генезі» вперше в Україні було створено оригінальні (нерадянські) підручники з історії України, всесвітньої історії, зарубіжної літератури, української мови і літератури, іноземних мов, біології та математики.
За 20 років існування видавництво створило свою плеяду талановитих авторів, художників; виросло нове покоління українських школярів, які навчалися за підручниками «Генези».

## Напрями діяльності
Література «Генези» розрахована на школярів, учителів, абітурієнтів та батьків. Це — понад три тисячі назв підручників, навчальних посібників, методик, словників, довідників, робочих зошитів та енциклопедій.
З 2008 року видавництво активно розвиває нові серії посібників для підготовки до ДПА (Державна підсумкова атестація) та ЗНО (Зовнішнє незалежне оцінювання).
Академічна школа редакторів видавництва допускає випуск під брендом «Генези» книжкової продукції, зміст якої пройшов багаторівневу перевірку професійними редакторами, отримав експертну оцінку методистів Інституту інноваційних технологій і змісту освіти Міністерства освіти і науки, молоді та спорту України та учителів-практиків.

## Досягнення
За роки своєї діяльності видавництво «Генеза» було нагороджено численними грамотами та нагородами, двічі отримувало звання «Лідер галузі».
Уся навчальна література, яка виходить друком у «Генезі», має відповідні грифи Міністерства освіти і науки України, відповідає чинним навчальним програмам та санітарно-гігієнічним нормам.
За підручниками цього видавництва навчається багато сучасних школярів України.

## Критика
У вересні 2018 року у ЗМІ повідомлялося, що вчитель предмету «Захист Вітчизни» Сергій Хараху виявив у підручнику «Захист Вітчизни» для 11 класу, авторства Миколи Гнатюка, видавництва «Генеза», «неправдиві історичні факти і маніпуляції, зокрема перекручені факти історичного минулого України та Російської Федерації» та світлина спецпризначенців Головного розвідувального управління РФ.
18 березня 2019 року стало відомо, що видавництво «Генеза» подало у суд на Сергія Хараху позов про захист ділової репутації та відшкодування моральної шкоди. 25 червня 2019 року відбулося підготовче засідання у Франківському районному суді Львова, також стало відомо, що видавництво вимагає компенсацію у розмірі 100 000 грн. 8 квітня 2020 року відбулося судове засідання, на якому видавництву «Генеза» відмовили у задоволенні позову.